# Fraternità delle piccole sorelle di Gesù
La Fraternità delle Piccole Sorelle di Gesù è un istituto religioso femminile di diritto pontificio: le suore di questa congregazione sono dette anche Sorelle di Fratel Carlo di Gesù.

## Storia

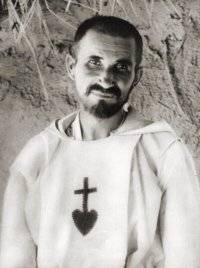
Fratel Carlo di Gesù

Affascinate dall'ideale di fratel Charles de Foucauld, nel 1936 Magdeleine Hutin e Anne Cadoret lasciarono la Francia alla volta dell'Algeria. Chiesero al prefetto apostolico di Ghardaïa, Gustave-Jean-Marie Nouet, il permesso di ritirarsi nel Sahara. Il prelato fece loro compiere prima il noviziato presso le Suore Missionarie di Nostra Signora d'Africa: l'8 settembre 1939 la Hutin (in religione Maddalena di Gesù) emise la sua prima professione dei voti a Birmandreis e il 15 settembre successivo si ritirò a Touggourt, dando vita alla Fraternità delle Piccole Sorelle di Gesù.
Il 13 giugno 1947 l'arcivescovo di Aix, monsignor de Provenchères, approvò la congregazione come istituto di diritto diocesano e concesse alle suore di fondare il loro primo noviziato a Le Tubet, nel territorio della sua diocesi.
Operando prevalentemente in paesi di rito orientale, la fraternità venne inizialmente posta alle dipendenze della Congregazione per le Chiese Orientali: passò sotto il controllo della Congregazione per i Religiosi nel 1960. Il 25 marzo 1964 ottenne il pontificio decreto di lode.

## Attività e diffusione
Le Piccole Sorelle di Gesù sono organizzate in piccole comunità di circa tre o quattro sorelle: vivono soprattutto nelle zone più povere del mondo, in abitazioni il più possibile simili a quelle dei vicini, e collaborano al lavoro delle comunità in cui si trovano a svolgere il loro apostolato. La spiritualità dell'istituto è incentrata sul culto eucaristico e sulla condivisione di vita e di lavoro come Gesù a Nazaret.
Sono presenti in Europa (Albania, Austria, Belgio, Croazia, Danimarca, Finlandia, Francia, Germania, Grecia, Irlanda, Italia, Paesi Bassi, Polonia, Portogallo, Regno Unito, Repubblica Ceca, Slovacchia, Spagna, Svezia, Svizzera, Ucraina, Ungheria), in Africa (Algeria, Burkina Faso, Camerun,  Egitto, Kenya, Libia, Marocco, Niger, Nigeria, Repubblica Democratica del Congo, Ruanda, Sudafrica, Tanzania, Tunisia), in Asia (Afghanistan, Armenia, Corea del Sud, Filippine, Giappone, Giordania, Hong Kong, India, Iraq, Israele, Libano, Pakistan, Palestina, Siria, Vietnam), nelle Americhe (Argentina, Brasile,  Canada, Cile, Cuba, Messico, Perù, Stati Uniti d'America, Uruguay) e in Oceania (Australia, Papua Nuova Guinea); la sede generalizia è a Roma.
Al 31 dicembre 2005 l'istituto contava 1.238 religiose in 289 case.